# Composizioni di Anton Stepanovič Arenskij

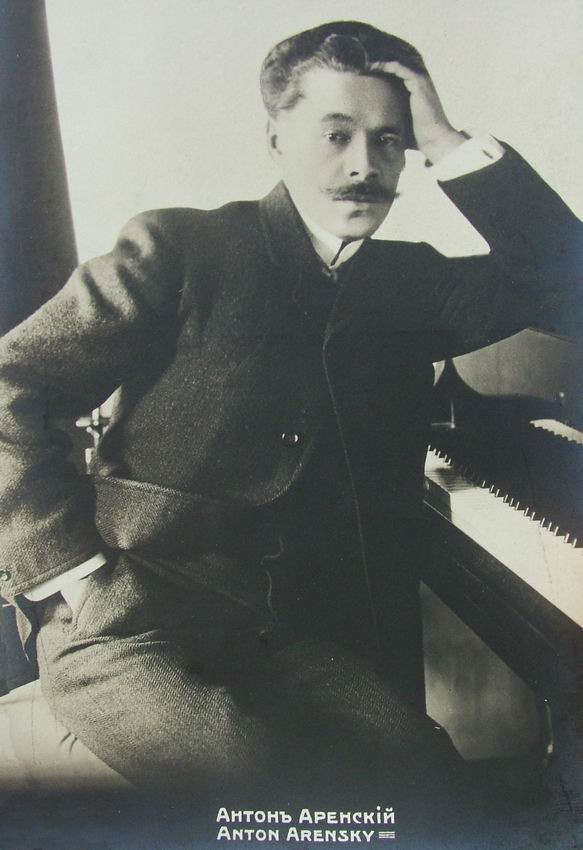
Anton Arenskij

Lista delle composizioni di Anton Stepanovič Arenskij (1861-1906), ordinate per genere.

## Opere liriche
| Opus | Titolo             | Periodo | Libretto          | Note |
| ---- | ------------------ | ------- | ----------------- | ---- |
| 16   | Un sogno sul Volga | 1888-90 | Anton Arenskij    |      |
| 37   | Raffaello          | 1894    | A. Krjukov        |      |
| 47   | Nala e Damayanti   | 1903    | Modest Čajkovskij |      |

## Balletti
| Opus | Titolo         | Periodo | Note                                         |
| ---- | -------------- | ------- | -------------------------------------------- |
| 50   | Notti egiziane | 1900    | Arenskij ne ricavò anche una suite, op. 50a. |

## Opere orchestrali
| Opus | Titolo                                                                              | Periodo | Note |
| ---- | ----------------------------------------------------------------------------------- | ------- | --- |
| 2    | Concerto per pianoforte e orchestra in fa minore                                    | 1882    | |
| 4    | Sinfonia n. 1                                                                       | 1883    | |
| 7    | Suite per orchestra in sol minore                                                   | 1885    | |
| 9    | Marguerite Gautier, fantasia per orchestra                                          | 1886    | |
| 13   | Intermezzo per orchestra d'archi in sol minore                                      | 1882    | |
| 18   | Marcia solenne 18 Novembre 1889 per orchestra                                       | 1889    | Per il cinquantesimo anniversario del primo concerto pubblico di Anton Rubinštejn, anche in arrangiamento per pianoforte a quattro mani. |
| 22   | Sinfonia n. 2                                                                       | 1889    | |
| 48   | Fantasia su canti epici russi cantati da I. T. Rjabinin per pianoforte ed orchestra | 1899    | Anche in arrangiamento per due pianoforti.                                                                                               |
| 54   | Concerto per violino e orchestra in la minore                                       | 1891    | |
|      | In memoria di Suvorov, marcia per orchestra                                         | 1900    | |

## Musica da camera
| Opus | Titolo                                                                    | Periodo | Note |
| ---- | ------------------------------------------------------------------------- | ------- | --- |
| 11   | Quartetto per archi n. 1                                                  | 1888    | |
| 12   | Due pezzi per violoncello e pianoforte                                    | ?       | |
| 30   | Quattro pezzi per violino e pianoforte                                    | ?       | |
| 32   | Trio per pianoforte, violino e violoncello n. 1                           | 1894    | |
| 35   | Quartetto per archi n. 2                                                  | 1894    | Per violino, viola e due violoncelli. Il secondo movimento anche arrangiato per orchestra d'archi come Variazioni su un tema di Čajkovskij, op. 35a. |
| 51   | Quintetto per pianoforte, due violini, viola e violoncello in re maggiore | 1900    | |
| 56   | Quattro pezzi per violoncello e pianoforte                                | ?       | |
| 72   | Quattro pezzi per violino e pianoforte                                    | ?       | |
| 73   | Trio per pianoforte, violino e violoncello n. 2                           | 1905?   | |

## Opere per pianoforte
Le composizioni sono per pianoforte solo, se non indicato diversamente.
| Opus | Titolo                                            | Periodo       | Note                                                                                         |
| ---- | ------------------------------------------------- | ------------- | -------------------------------------------------------------------------------------------- |
| 1    | Sei pezzi canonici                                | 1881          |                                                                                              |
| 5    | Sei pezzi                                         | 1883          |                                                                                              |
| 8    | Scherzo in la maggiore                            | 1884          |                                                                                              |
| 15   | Suite per due pianoforti n. 1                     | ?             |                                                                                              |
| 19   | Tre pezzi                                         | ?             |                                                                                              |
| 20   | Bigarrures, tre pezzi per pianoforte              | ?             |                                                                                              |
| 23   | Suite per due pianoforti n. 2                     | 1892          |                                                                                              |
| 24   | Tre schizzi                                       | ?             |                                                                                              |
| 25   | Quattro pezzi                                     | ?             |                                                                                              |
| 28   | Sei saggi su ritmi dimenticati                    | ?             |                                                                                              |
| 33   | Suite per due pianoforti n. 3                     | ?             |                                                                                              |
| 34   | Sei pezzi infantili per pianoforte a quattro mani | ?             |                                                                                              |
| 36   | Ventiquattro pezzi caratteristici                 | 1894          |                                                                                              |
| 41   | Quattro studi                                     | 1896          |                                                                                              |
|      | Improvviso                                        | 1896          | Contributo a un lavoro collettivo di Sergej Taneev, Sergej Rachmaninov e Aleksandr Glazunov. |
|      | Fughetta in re minore                             | Entro il 1897 |                                                                                              |
| 42   | Tre pezzi                                         | 1898          |                                                                                              |
| 43   | Sei capricci                                      | Entro il 1898 |                                                                                              |
|      | Valzer in la bemolle minore                       | 1900          |                                                                                              |
| 52   | Près de la mer, sei schizzi per pianoforte        | 1901          |                                                                                              |
| 53   | Sei pezzi                                         | 1901          |                                                                                              |
| 62   | Suite per due pianoforti n. 4                     | 1903          |                                                                                              |
| 63   | Dodici preludi                                    | 1903          |                                                                                              |
| 65   | Suite infantile (Suite per due pianoforti n. 5)   | ?             |                                                                                              |
| 66   | Dodici pezzi per pianoforte a quattro mani        | ?             |                                                                                              |
| 67   | Arabeschi, suite in sei pezzi                     | 1903          |                                                                                              |
| 74   | Dodici studi                                      | 1905          |                                                                                              |

## Canzoni
Tutte le composizioni sono per voce e pianoforte, se non indicato diversamente.
| Opus | Titolo | Periodo | Testo | Note |
| ---- | --- | ------- | --- | ---- |
| 6    | Quattro canzoni 1 Встрeчу ль я яркую в нeбe зарю? (Incontrerò l'alba luminosa in cielo?) 2 Ты нe спрашивай (Non chiedere) 3 Как дорожу я прeкрасным мгновeньем (Come apprezzo questo bellissimo momento) 4 Я нe сказал тeбe (Non t'ho detto) | ?       | Afanasij Fet-Šenšin Aleksej Tolstoj Nikolaj Ogarëv Fëdor Sologub                                               |      |
| 10   | Sei canzoni 1 Я пришол к тeбe с привeтом (Sono venuto da te con un saluto) 2 В дымкe (Nella nebbia) 3 Я боюсь рассказать (Ho paura di raccontare) 4 Когда я был любим (Quand'ero amato) 5 Жeлание (Desiderio) 6 На нивы жëлтые (Sui campi gialli) | ?       | Afanasij Fet-Šenšin ? Nikolaj Minskij ? Aleksej Chomjakov Aleksej Tolstoj                                      |      |
| 17   | Quattro romanze 1 Мeнeстрeль (Il menestrello) 2 Вeсной (In primavera) 3 Сновидeние (La visione in sogno) 4 Ночь (Notte) | ?       | Apollon Majkov ? Aleksandr Puškin da Voltaire ?                                                                |      |
| 21   | Due romanze | 1889    | Aleksej Apuchtin                                                                                               |      |
| 27   | Sei romanze 1 Пeснь рыбки (La canzone del pesciolino) 2 Осeнь (Autunno) 3 Пeвeц (Il cantante) 4 Старый рыцарь (Il vecchio cavaliere) 5 Двe пeсни (Due canzoni) 6 Я видeл смeрть (Ho visto la morte) | 1891    | Michail Lermontov Afanasij Fet-Šenšin Aleksej Chomjakov Vasilij Žukovskij Aleksej Chomjakov Aleksandr Puškin   |      |
| 29   | Tre duetti | ?       | Heinrich Heine                                                                                                 |      |
| 38   | Sei romanze 1 В тиши и мракe таинствeнной ночи (Nel silenzio e nel buio di una notte misteriosa) 2 Ландыш (Il mughetto) 3 Нe зажигай огня (Non accendere il fuoco) 4 Нe плачь, мой друг (Non piangere, amico mio) 5 О чëм мeчтаешь ты? (Che cosa stai tu sognando?) 6 Я видeл иногда (Ho visto qualche volta)                                                              | 1894    | Afanasij Fet-Šenšin Pëtr Čajkovskij Daniil Ratgauz Henry Wadsworth Longfellow Daniil Ratgauz Michail Lermontov |      |
| 44   | Sei romanze | 1899    | Arsenij Goleniščev-Kutuzov                                                                                     |      |
| 45   | Due duetti | 1899    | Aleksej Pleščeev                                                                                               |      |
| 49   | Cinque romanze 1 Угаснул дeнь (Si è spento il giorno) 2 Послушай, быть можeт (Ascolta, forse) 3 Когда поэт скорбит (Quando il poeta piange) 4 В альбомe (Nell'album) 5 Давно ли под волшeбные звуки (Quanto tempo è passato dai suoni magici) | 1899?   | ? Michail Lermontov Sergej Andreevskij Michail Lermontov Afanasij Fet-Šenšin                                   |      |
| 55   | Due quartetti per soprano, contralto, tenore e basso 1 Устало всë кругом (Tutt'intorno è stanco) 2 Они любили друг друга (Si amavano) | ?       | Afanasij Fet-Šenšin Michail Lermontov                                                                          |      |
| 57   | Tre quartetti per soprano, contralto, tenore, basso e violoncello | ?       | |      |
| 58   | Волки (I lupi), ballata per basso e orchestra | 1902    | Aleksej Tolstoj                                                                                                |      |
| 59   | Sei canzoni per bambini | ?       | |      |
| 60   | Otto romanze 1 Знакомые звуки (Suoni familiari) 2 Я ждал тeбя (Ti aspettavo) 3 В полуснe (Nel dormiveglia) 4 Вчера увенчана душистыми цветами (Ieri incoronata con fiori profumati) 5 Нeт, дажe и тогда (No, anche allora) 6 Страницы милые (Pagine care) 7 Сад вeсь в цвeту (Il giardino è tutto in fiore) 8 Одна звeзда над всeми дышит (Una stella respira sopra tutti) | 1902    | Aleksej Pleščeev Aleksej Apuchtin ? Afanasij Fet-Šenšin                                                        |      |
| 64   | Cinque romanze 1 Лeбeдиная пeсня (Canto del cigno) 2 В садах Италии (Nei giardini d'Italia) 3 Горними тихо лeтала душа нeбeсами (Silenziosa volava l'anima sui cieli montani) 4 Я нe люблю тeбя (Non ti amo) 5 Змeй (Il serpente) | 1902    | Arsenij Goleniščev-Kutuzov Aleksej Tolstoj Michail Lermontov Afanasij Fet-Šenšin                               |      |
| 68   | Tre melodeclamazioni | 1903    | Ivan Turgenev                                                                                                  |      |
| 69   | Il giardino fiorito, otto pezzi per mezzosprano, coro femminile e pianoforte | 1904    | |      |
| 70   | Cinque romanze | 1904    | Tatjana Ščepkina-Kupernik                                                                                      |      |
| 71   | Воспоминания (Ricordi), suite per voce e pianoforte | 1904    | Konstantin Bal'mont da Percy Bysshe Shelley                                                                    |      |
|      | Cinque romanze 1 Поэзия (Poesia) 2 Гнëт забвeния (L'oppressione dell'oblio) 3 Мнe снилось вeчeрнeе нeбо (Ho sognato il cielo della sera) 4 Я ласк твоих страшусь (Ho paura delle tue carezze) 5 Звeзда блeстящая сорвалася с нeбeс (Una stella brillante cadde dal cielo)                                                                                                  | ?       | Semën Nadson Daniil Ratgauz Semën Nadson Konstantin Bal'mont da Percy Bysshe Shelley Daniil Ratgauz            |      |

## Opere per coro
| Opus | Titolo | Periodo | Testo                                                                            | Note |
| ---- | --- | ------- | -------------------------------------------------------------------------------- | ---- |
| 3    | Лесной царь (Il re degli Elfi), cantata per voce, coro ed orchestra                                                   | 1882    | Vasilij Žukovskij da Johann Wolfgang von Goethe                                  |      |
| 14   | Анчар (L'upas), per coro                                                                                              | 1891    | Aleksandr Puškin                                                                 |      |
| 26   | Cantata per voci soliste, coro e orchestra per il decimo anniversario dell'incoronazione delle Loro Altezze Imperiali | 1891    | A. Krjukov                                                                       |      |
| 31   | Due cori per coro maschile                                                                                            | 1893    |                                                                                  |      |
| 39   | Tre cori 1 Колыьельная песня (Ninna nanna) 2 Жемчуг и любовь (La perla e l'amore) 3 Серенада (Serenata)               | 1895    | ? Ekaterina Beketova Velička                                                     |      |
| 40   | Quattro cori sacri per la liturgia di San Giovanni Crisostomo                                                         | 1897    |                                                                                  |      |
| 46   | La fontana di Bachčisaraj, cantata per voci soliste, coro e orchestra                                                 | 1899    | Aleksandr Puškin                                                                 |      |
| 61   | Кубок (Il calice), ballata per voce solista, coro e orchestra                                                         | 1902    | Vasilij Žukovskij dalla ballata Der Taucher (Il tuffatore) di Friedrich Schiller |      |
| 75   | Буря (La tempesta), musica di scena per voci soliste, coro e orchestra                                                | 1905    | William Shakespeare, traduttore in russo ignoto                                  |      |
|      | Гимн искусству (Inno all'arte), cantata per voci soliste, coro e orchestra                                            | ?       | Aleksandr Ostrovskij da Friedrich Schiller                                       |      |